# مورچه اتمی
مورچه اتمی (انگلیسی: Atom Ant) یک شخصیت کارتونی و مجموعهٔ تلویزیونی آمریکایی است که توسط هانا-باربرا خلق شد و از سال ۱۹۶۵ تا ۱۹۶۸ میلادی پخش شد.